# Hermogenià
Hermogenià (en llatí Hermogenianus) va ser el darrer jurista roma que menciona Digest i el darrer esmentat a l'índex florentí.
Va viure al temps de Constantí I el Gran. Coneixia la constitució de Constantí datada del 331 en la qual s'abolia el dret d'apel·lació de les sentències dels prefectes del pretori. Va sobreviure a Constantí i escrivia durant el regnat dels seus fills.
Hermogenià és un compilador com ho va ser Aureli Arcadi Carisi, en una època en què l'antiga jurisprudència romana havia perdut qualitat. El seu llenguatge és ple de barbarismes. Se li coneix el Juris Epitomae en sis llibres, que segurament va copiar de diverses obres de Juli Paule, al costat del qual se'l cita repetidament al Digest. Potser va escriure també el Libri Fideicommissorum, però aquest darrer podria ser un error i es tractaria d'una obra d'Ulpià. Probablement va compilar el Codex Hermogenianus, però com que altres persones amb el mateix nom vivien a la mateixa època no es pot donar per segur.